# 尤仁
尤仁（1942年1月—），男，蒙古族，内蒙古四子王旗人，中华人民共和国政府官员、工会领袖。

## 生平
1982年9月至1984年1月，任共青团内蒙古自治区委书记。1994年12月，任内蒙古自治区党委常委、总工会主席。1997年8月至，任内蒙古自治区党委常委、纪委书记。1998年10月，任中华全国总工会副主席。2003年1月，任内蒙古自治区人大常委会常务副主任。
中共第十五届中央纪委委员，第十届全国人大常委会委员。